# M3もりもりマニア
M3もりもりマニア（エムスリーもりもりマニア）は、1999年10月から放送開始されたKBS京都のラジオ番組。2005年4月まで放送。ハイヤングKYOTO以降、深夜時間帯の自社製作番組の減少とオールナイトニッポンスーパーなどのネット番組が増える中、自社アナウンサーの森谷威夫をメインとし放送された。

## 番組概要
もともとは1999年10月 - 2001年12月の土曜夜に放送された「kyoto search engine」（キョウト・サーチ・エンジン。22:00-25:00）の後半パート「サーチ2　森谷威夫のもりもりマニア」（23:30 - ）として放送されたものがレーベルの終了と放送時間の拡大によりによりタイトルを変更した（ちなみに22:00-23:30は「サーチ1 NW1クラブ」→「サーチ1 ネオミーハーサイト」でDJは松本美香）。
当初は様々なコーナーがあり、浅からず深からずのコーナーも多かったが、徐々にマニアックなコーナーが増え、数々の名物コーナーも誕生した。
深夜12時を過ぎると「エロ森谷」に豹変する。締めの言葉は「オナニーしろよ」。局内では「変態番組」と呼ばれていた。
2000年4月からプロレスコーナーのパーソナリティとして松丸元気がレギュラーとして登場。松丸元気は2002年3月まで番組のレギュラーを勤め、プロレスコーナー以外でもラジオドラマの脚本家としても活躍。後に東京に活動の拠点を移し、全日本女子プロレスのリングアナウンサーや専門学校の講師として活躍。その後定期的に番組が終了するまでセミレギュラー的に出演した。
番組のコーナーとして2000年5月からスタートした「声優になろう」は声優になりたいリスナーを募集し、番組内でオーディションに参加して、勝ち抜いた数名がラジオドラマに参加できるというシステムである。放送されたラジオドラマ内でも出演声優はリスナーからの人気投票で勝ち抜き戦を行い、数ヶ月勝ち抜いた声優はその後レギュラーで参加できる。これが人気を博し、1年後にラジオドラマスペシャルが放送された。コーナー自体は2年で終わったが、このコーナーの殿堂入りしたメンバーからは、後にラジオ関西の「王様ラジオキッズ」でパーソナリティとなる木村三恵や現在、声優事務所B-Box所属となる夛中一忠（現：たなかこころ）を輩出している。
2005年3月をもって地上波での番組は終了した。
後にインターネットラジオとして復活したが、番組の更新が度々遅れたり番組が更新されない等のトラブルが頻繁に起こり、2006年8月にネット放送も休止。終了という正式な表明もないままの事実上の終了となっている。
2011年12月23日 25:00-29:00に、つボイノリオのハイヤングKYOTO特番（21:00-25:00）の後を受け、水城奈緒を迎えて一夜限りの復活を果たした。
なお、この番組をもってKBS京都ラジオは夜の生放送ワイドを定時番組として設置していない。

2005年10月からは「福山雅治の魂のラジオ」→「大倉くんと高橋くん」といったネット番組を放送している。

22時台では「キョートリアル!コンニチ的チュートリアル」が実質ワイド番組を引き継いでいるが、これは録音。その前座30分で森谷の「だって好きなんだもん!」が放送されている。